# 岐阜県道219号安八平田線
岐阜県道219号安八平田線（ぎふけんどう219ごう あんぱちひらたせん）とは、岐阜県大垣市と同県海津市を結ぶ一般県道（岐阜県道）である。

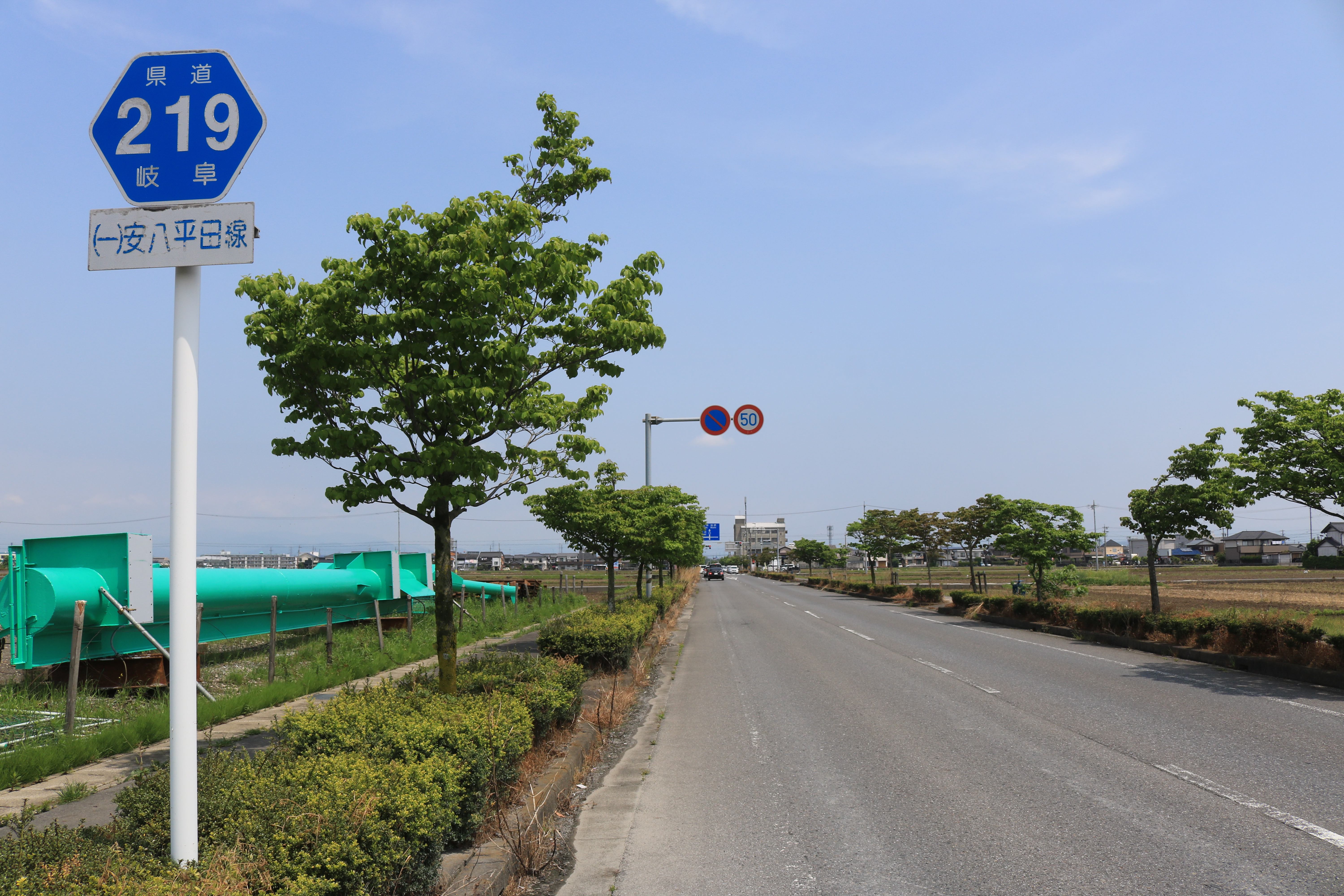
岐阜県道219号安八平田線、大垣市墨俣町下宿にて

## 概要
かつては安八町東結（岐阜県道31号岐阜垂井線東結交差点） - 北今ヶ渕 - 同町南条地区が同県道だったが、1.5車線程度の狭い道だった。そのため、同町南条から大森・森部地区を通過し、大垣市墨俣町墨俣まで伸びる形でバイパスが建設された。全線開通とともに旧道は廃止となったため起点が安八町ではなく墨俣町となった。その後、同町南条 - 中地区でもバイパス建設工事が行われ全線が2車線道路となった。
輪中を通過しており、安八町と輪之内町、および輪之内町と海津市との境界の堤防は切り割り式となっている。水害発生の際はこの部分を土嚢などでふさいで被害を抑える（近年では1976年（昭和51年）9月12日の長良川堤防決壊に伴う水害時に塞がれた）。

### 路線データ

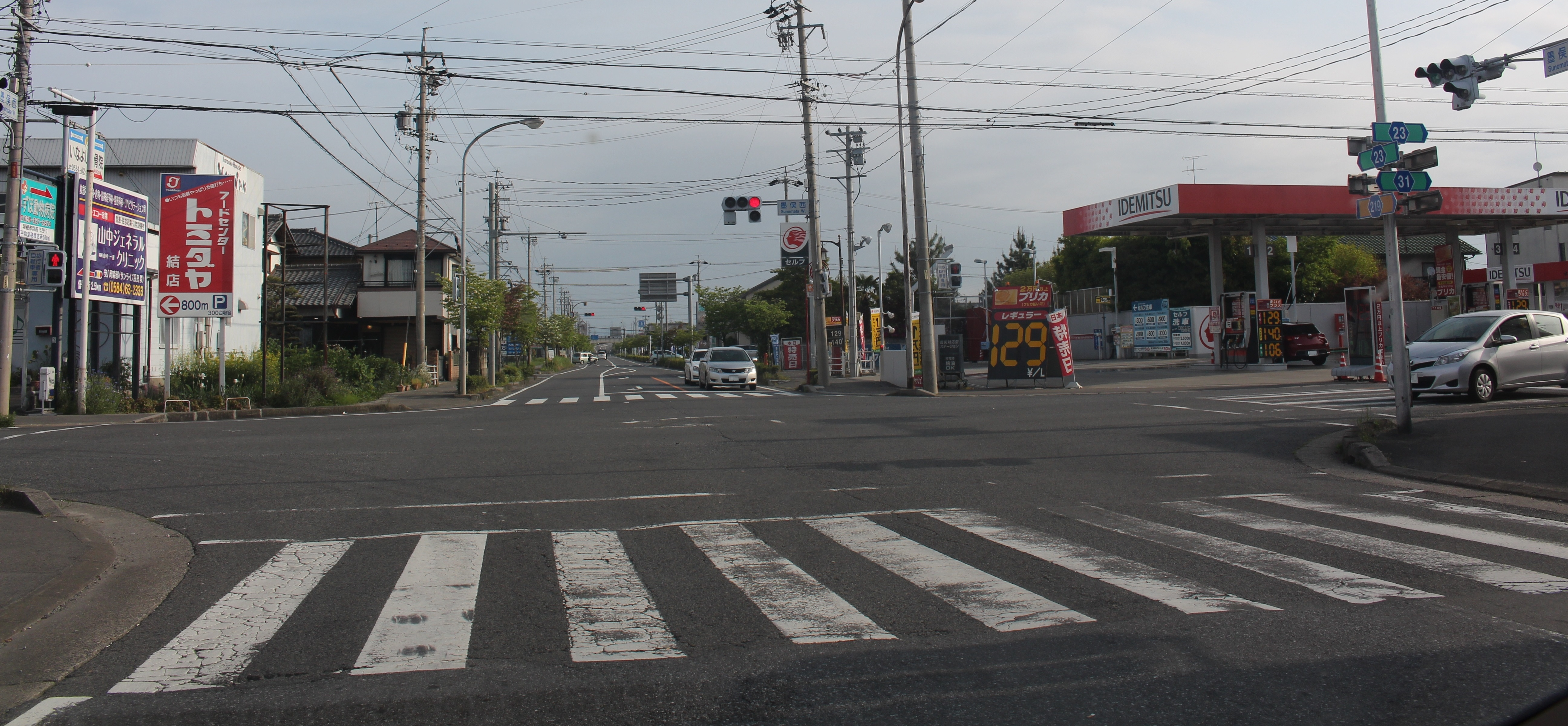
起点となる岐阜県道31号岐阜垂井線との墨俣西交差点、大垣市墨俣町墨俣にて

- 起点：岐阜県大垣市墨俣町墨俣（墨俣西交差点＝岐阜県道23号北方多度線・岐阜県道31号岐阜垂井線交点）
- 終点：岐阜県海津市平田町三郷（三郷交差点＝岐阜県道1号岐阜南濃線交点）

## 地理

### 通過する自治体
- 岐阜県
大垣市 - 安八郡安八町 - 安八郡輪之内町 - 海津市

### 交差する道路
- 岐阜県道23号北方多度線・岐阜県道31号岐阜垂井線（大垣市墨俣町墨俣・墨俣西交差点）
- 岐阜県道18号大垣一宮線（安八町大森・大森交差点）
- 岐阜県道30号羽島養老線（輪之内町四郷・西之川交差点）
- 岐阜県道213号養老平田線・岐阜県道222号成戸平田線（海津市平田町三郷・三郷交差点）

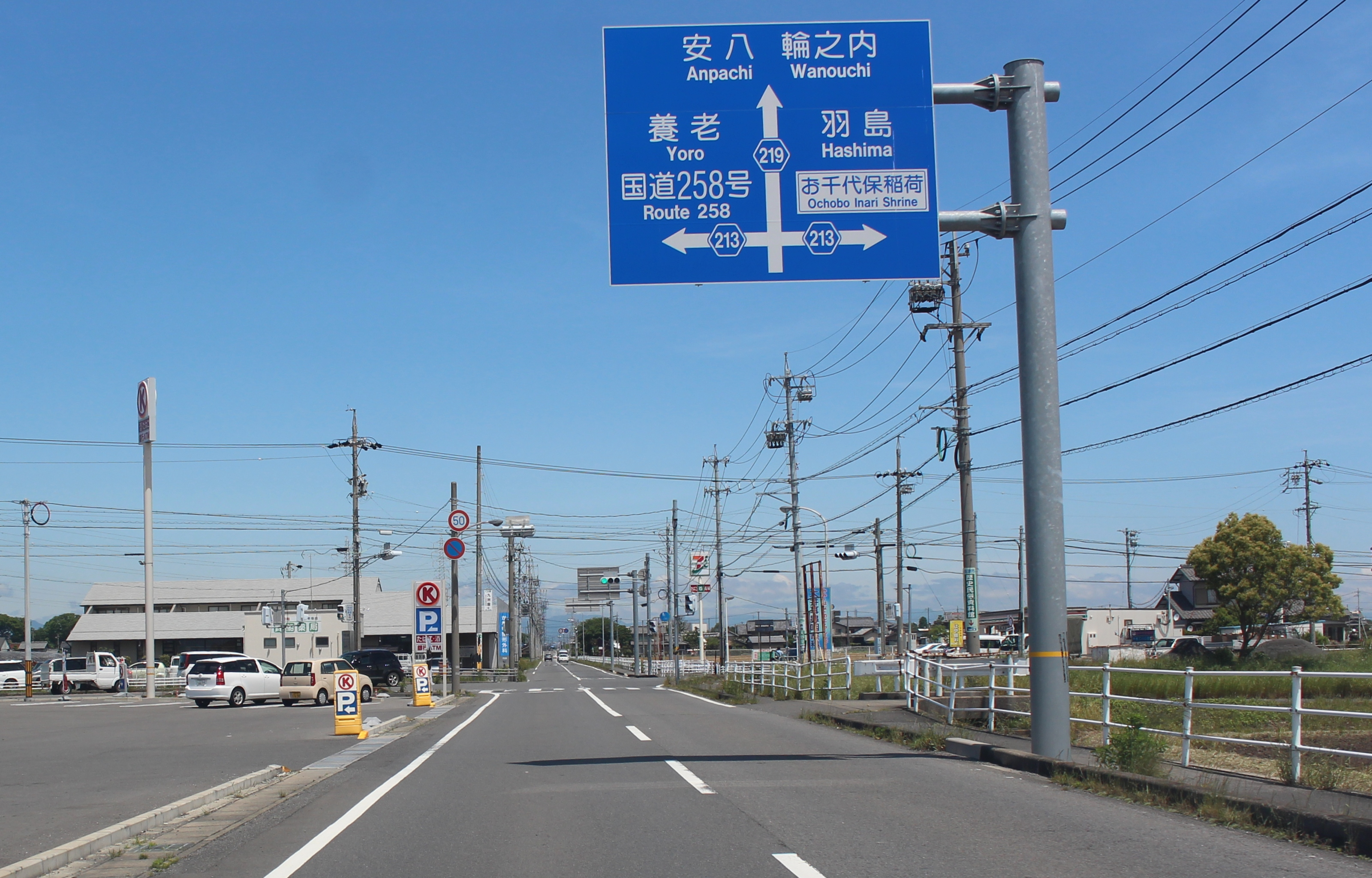
岐阜県道213号養老平田線との三郷交差点、海津市平田町三郷にて

### 沿線
- 岐阜県立大垣桜高等学校
- ソーラーアーク
- 安八町立登龍中学校
- 名神高速道路安八スマートIC - 安八町道を経由して接続している。
- イオンタウン輪之内ショッピングセンター